# Goodwin Steel Castings
Die Goodwin Steel Castings Limited ist ein Schwermaschinenbauunternehmen mit Sitz in Stoke-on-Trent, Staffordshire, England. Die Firma hat sich auf die Produktion großer, kundenspezifischer, bearbeiteter Stahlgussteile spezialisiert.

## Geschichte

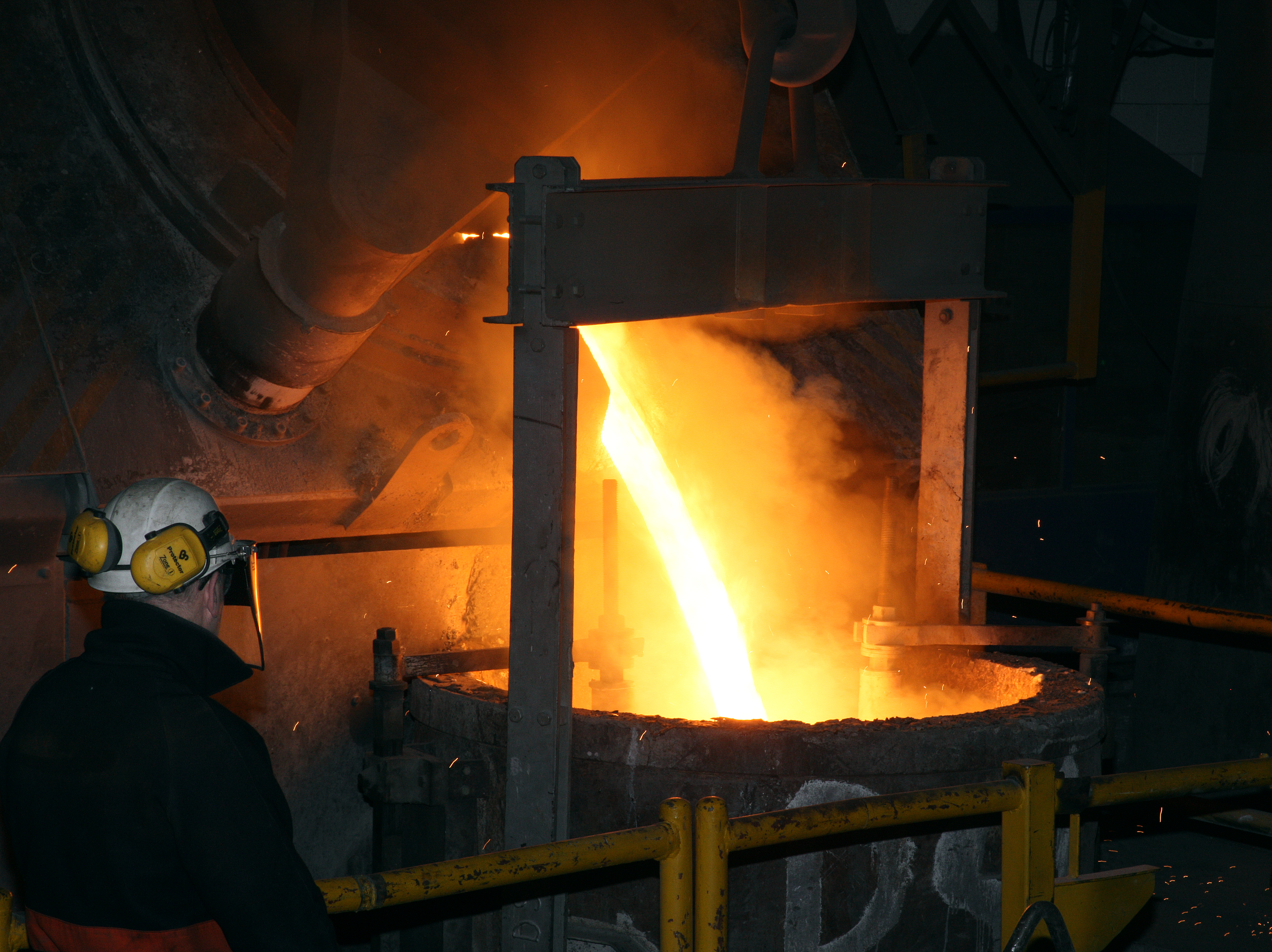
Gießen der geschmolzenen Charge aus dem Ofen in die Pfanne

Seit dem Jahr 1883 liefert Goodwin Steel Castings bearbeitete Gussteile. Die Gießerei beschäftigt 180 Angestellte und kooperiert bei der maschinellen Bearbeitung, Verarbeitung und Montage der hier hergestellten Gussteile mit ihrem 5 Kilometer entfernten Schwesterunternehmen Goodwin International Ltd. In der mit modernen CNC-Maschinen ausgestatteten Goodwin-Fabrikhalle sind etwa 270 Menschen beschäftigt.
Als Unternehmen der Technikgruppe Goodwin PLC ist Goodwin Steel Castings Ltd. der wichtigste Hersteller von hochlegierten hochwertigen Gussteilen im Vereinigten Königreich.
Seit seiner Gründung 1883 ist das Unternehmen in der Gießereiindustrie tätig. Es gehört zu den zehn ältesten an der Londoner Börse notierten Firmen.
1984 wurde Goodwins als erste Stahlgießerei der Welt von der British Standards Institution für die Gießereiproduktion sowie die Computersimulation der Beschickung gemäß BS5750 (heute ISO 9001) akkreditiert. Im Jahr 2006 erhielt das Unternehmen den Queen’s Award for International Trade.

## Kompetenzen
Spezialisiert hat sich das Unternehmen auf Gussteile für Zulieferer der Industriesektoren Maschinenbau, Atomenergie, Öl, Petrochemie und Prozessindustrie auf der ganzen Welt.
Gelieferte Materialien sind u. a. Kohlenstoffstahl, niedriglegierter und Edelstahl, hitzebeständiger Stahl, Duplex- und Superduplex-Edelstahl sowie Superlegierungen auf Nickelbasis.
Der Lieferumfang umfasst bearbeitete einteilige Gussteile von 200 bis 10.000 kg und Fabrikate bis zu 18.000 kg. Darüber hinaus können geschweißte Baugruppen bis zu 50.000 kg geliefert werden.
Stahl und Nickellegierungen werden im elektrischen Lichtbogenofen geschmolzen und können im AOD-Verfahren verarbeitet werden.

## Anwendungsbereiche
Goodwin-Gussteile kommen in einer Vielzahl von Projekten zum Einsatz. Einige der großangelegten Projekte sind nachstehend aufgelistet.

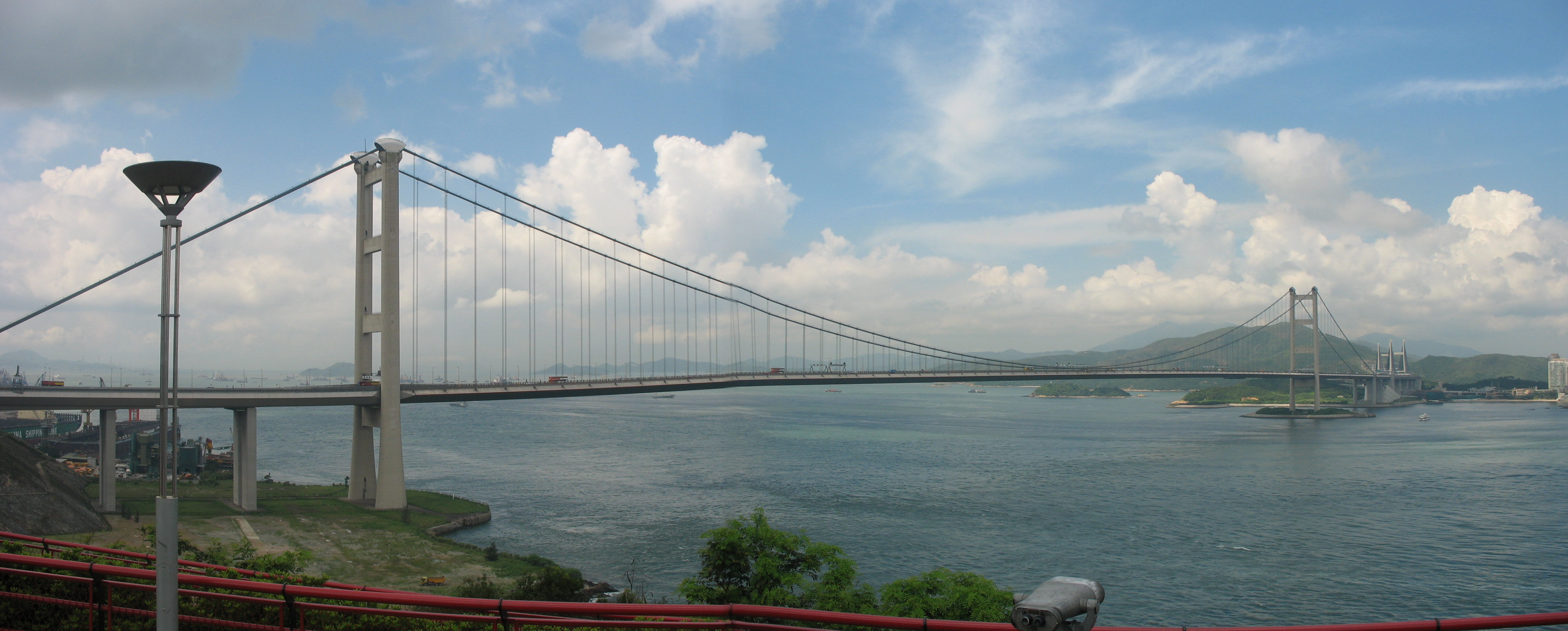
Tsing Ma Bridge – Hong Kong

### Brücken
- Hardanger Brücke[4]
- Oakland Bay Brücke, Neubau des östlichen Segments[5]

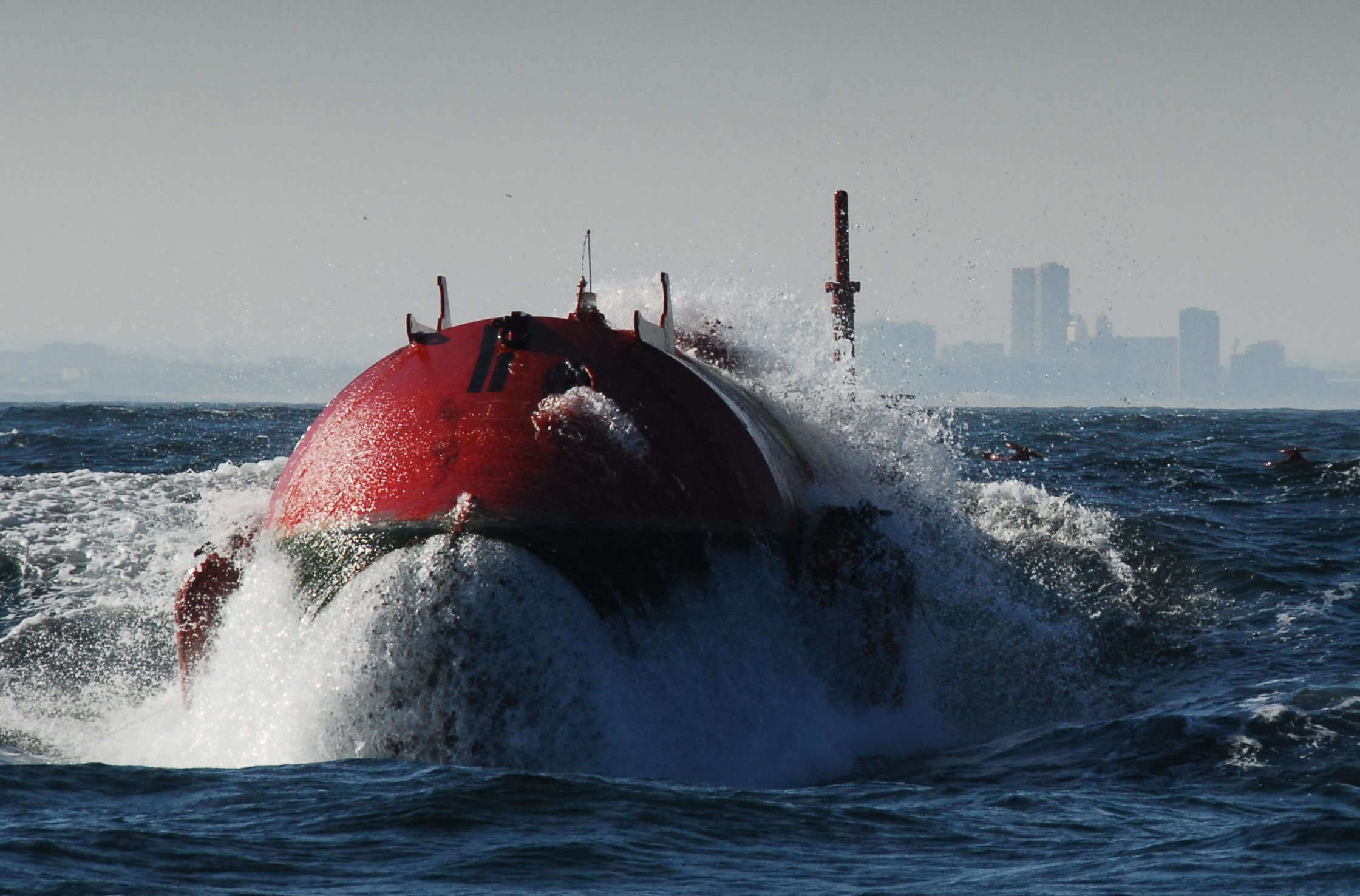
Pelamis Wave Energy Converter

- Tsing-Ma-Brücke[6]
- Jiangyin-Brücke[7]

### Architektur
- Marinestützpunkt Faslane[8]
- Bahnhof Stratford[9]
- Ludwig-Erhard-Haus[10]
- Bahnhof Paddington[11]

### Stromerzeugung (einschließlich Atomenergie)
- Pelamis Wellenenergiekonverter[12]
- AKW Sizewell B
- Wiederaufbereitungsanlage Sellafield[13]

### Weitere
- Unterseeboot der Astute-Klasse

### Entwicklung
Goodwin beteiligt sich intensiv an Entwicklungsprogrammen für Nickellegierungen für fossil befeuerte Kraftwerke für Advanced Super Critical Applications (A-USC).
Das sind Projekte wie:
- Thermie AD700
- COMTES
- Pacific Basin 700 research
- European NextGenPower
- MacPlus